# キャデラック 俺たちの1,000マイル
『キャデラック 俺たちの1,000マイル』（Coupe de Ville）は、1990年のアメリカ映画。

## 概要
険悪な仲の3人兄弟が、キャデラック'54年型を母親に送り届けようと、大喧嘩しながら1000マイルもかけて目的地に向かう姿を描くロード・ムービー・コメディ。日本未公開映画だが、小品だが穴場映画として今でも評価は高い。
長男役は『ホーム・アローン』のコメディ俳優ダニエル・スターン、末弟役にはパトリック・デンプシーが扮している。そして3人の父親役には『暗くなるまで待って』の名優アラン・アーキンが扮している。

## あらすじ
子供の頃から凄まじく仲の悪い兄弟が、ある日おっかない父親の命令で母親にキャデラックをプレゼントするため、1000キロ離れた母親の元へ向かう羽目になった。3兄弟は当然いがみ合いながら旅に出る。傲慢で嫌味な長男のマーヴィンに次男バディと三男ボビーはウンザリ。特にボビーはそんな兄貴が心底大嫌いで聞く耳持たない。様々なアクシデントや苦労を重ねていくうちに兄弟たちに変化が起こるもやはり喧嘩が勃発してしまう。
やがてデトロイトからフロリダまでの長旅でそれぞれ兄弟たちの本当の姿を知る事になり、さらに目的地到着後、父親の真実も初めて明かされる。

## キャスト
| 役名               | 俳優                   | 日本語吹替 |
| ------------------ | ---------------------- | ---------- |
| ボビー（三男）     | パトリック・デンプシー | 草尾毅     |
| マーヴィン（長男） | ダニエル・スターン     | 菅生隆之   |
| バディ（次男）     | アリー・グロス         | 島田敏     |
| フレッド（父親）   | アラン・アーキン       | 村松康雄   |
| タミー             | アナベス・ギッシュ     |            |
| ベティ             | リタ・タガート         |            |
| フィルおじさん     | ジョセフ・ボローニャ   |            |
|                    | ジェームズ・ギャモン   |            |